# James Peter Sartain

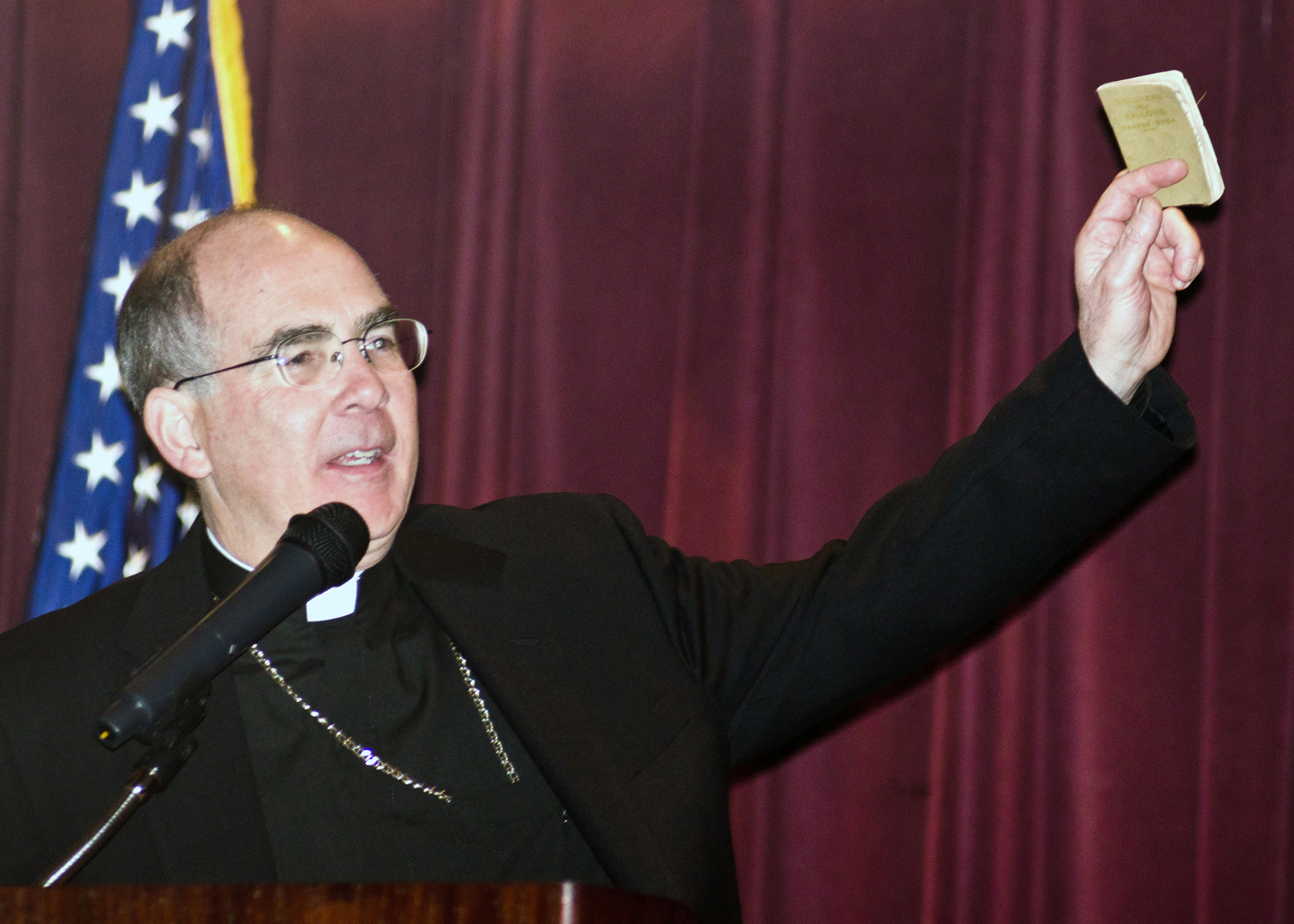
James Peter Sartain (2012)

Wappen von James Peter Sartain

James Peter Sartain (* 6. Juni 1952 in Memphis, Tennessee, Vereinigte Staaten) ist ein US-amerikanischer römisch-katholischer Geistlicher und emeritierter Erzbischof von Seattle.

## Leben
James Peter Sartain empfing am 15. Juli 1978 die Priesterweihe. Er war Generalvikar des Bistums Memphis.
Papst Johannes Paul II. ernannte ihn am 4. Januar 2000 zum Bischof von Little Rock. Der Erzbischof von Oklahoma City, Eusebius Joseph Beltran, spendete ihm am 6. März desselben Jahres die Bischofsweihe; Mitkonsekratoren waren James Terry Steib SVD, Bischof von Memphis, und Andrew Joseph McDonald, Altbischof von Little Rock. Als Wahlspruch wählte er Of You My Heart Has Spoken (Von dir hat mein Herz gesprochen.).
Am 16. Mai 2006 wurde er von Papst Benedikt XVI. zum Bischof von Joliet in Illinois ernannt und am 27. Juni desselben Jahres in das Amt eingeführt. Am 16. September 2010 wurde er zum Erzbischof von Seattle ernannt und am 1. Dezember desselben Jahres in das Amt eingeführt. 
Am 29. April 2019 erhielt er in Paul Dennis Etienne einen Koadjutor mit dem Recht der Nachfolge. Grund hierfür waren gesundheitliche Probleme Sartains. Papst Franziskus nahm am 3. September 2019 seinen vorzeitigen Rücktritt an.